# Teresa Salamanca
Teresa Salamanca (Chinú, 19 de septiembre de 1961) es una política colombiana, fue alcaldesa del municipio de Chinú para el periodo 2016-2019.

## Biografía
Esposa del fallecido político Jorge Luis Avilez Díaz, con quien tuvo tres hijos (Jorge Luis, Carmen Cristina y María Juliana).
Estudió Administración de Empresas en la Universidad Santo Tomás. Especialista en Alta Gerencia, con experiencia en el área de Mercadeo, Administrativa y Financiera con énfasis en la asesoría y consultorías en empresas de servicios y constructoras, en el análisis de factibilidad socioeconómica, Técnica, Financiera y de mercado de proyectos, en el diseño e implementación de control interno, en el manejo de personas y talento humano y en la capacitación y formación de equipos de trabajo en la calidad del servicio, alta capacidad de organización y planificación.

## Carrera política
Fue concejal del municipio de Chinú para el periodo 1998-2000, se ha desempeñado como Secretaria de Desarrollo Económico y Agroindustrial del Departamento de Córdoba, asesora en proyectos de interés social rural y urbano, así como directora de Findeter en la Unidad Regional de Córdoba; Salamanca fungió en distintas ocasiones de gobernadora encargada del Departamento de Córdoba (Colombia).
El 25 de octubre de 2015, fue elegida alcaldesa de Chinú Córdoba para el periodo 2016- 2019 por el Partido Cambio Radical.

## Gestión como alcaldesa
Durante su mandato, Salamanca "le cambió la cara al municipio" como dicen algunos de sus habitantes, lo que la ha llevado a tener varios reconocimientos por parte de personalidades políticas del país, entre ellos el expresidente y actual senador Álvaro Uribe Vélez. Dentro de las obras que le dejó a su municipio se destacan el mercado público, construcción de un nuevo hospital, diferentes parques, entre otras.

## Controversias
Empezando su mandato tuvo que enfrentar demandas de nulidad de su elección por haber incurrido en supuesta doble militancia ya que según sus demandantes no tenía arraigo o militancia al partido por el cual había ganado la alcaldía. El 27 de octubre de 2016 durante el taller Construyendo País, la alcaldesa expresó "Aquí no hay pobreza absoluta" lo que generó indignación entre varios de los habitantes al considerar que si hay pobreza en el municipio. 
| Predecesor: Orlando Rodrigo Medina | Alcalde de Chinú 1 de enero de 2016 - 31 de diciembre de 2019  | Sucesor: Orlando Fabio Castillo Bermejo |
| Predecesor: -                      | Concejal de Chinú 1 de enero de 1998 - 31 de diciembre de 2000 | Sucesor: -                              |

- Datos: Q23641349